# 다크비
다크비(DKB)는 2020년 2월 3일에 브레이브엔터테인먼트에서 빅스타 이후로 8년만에 데뷔한 대한민국 보이그룹이다. 팀명은 'Dark Brown Eyes'의 줄임말로 검은 눈동자를 가진 멤버들이 음악을 통해 전 세계로 뻗어 나가겠다는 포부를 담고 있다. 작사, 작곡, 안무, 아크로바틱, 디제잉 등 다방면으로 앨범제작에 참여가 가능한 아티스트형 그룹으로 2020년 2월 3일 쇼케이스를 시작으로 본격적으로 활동에 들어갔다. 2023년 11월 6일 멤버 테오의 음주운전으로 팀 탈퇴하여 8인 체제로 개편하였다.
현재 멤버 해리준은 개인 활동으로 인해 활동 중단하여 7인 체제로 팀 활동한다.

## 구성원
| 이름   | 소개 |
| ------ | --- |
| 이찬   | - 본명 : 이창민 - 생년월일 : 1997년 2월 19일(28세) - 출생지 : 대한민국 - 활동기간 : 2020년 2월 3일 ~ 현재    |
| D1     | - 본명 : 장동일 - 생년월일 : 1998년 2월 15일(27세) - 출생지 : 대한민국 - 활동기간 : 2020년 2월 3일 ~ 현재    |
| GK     | - 본명 : 김광현 - 생년월일 : 1998년 9월 29일(26세) - 출생지 : 대한민국 - 활동기간 : 2020년 2월 3일 ~ 현재    |
| 희찬   | - 본명 : 양희찬 - 생년월일 : 1999년 7월 31일(26세) - 출생지 : 대한민국 - 활동기간 : 2020년 2월 3일 ~ 현재    |
| 룬     | - 본명 : 정성민 - 생년월일 : 2000년 2월 27일(25세) - 출생지 : 대한민국 - 활동기간 : 2020년 2월 3일 ~ 현재    |
| 준서   | - 본명 : 황준서 - 생년월일 : 2001년 1월 16일(24세) - 출생지 : 대한민국 - 활동기간 : 2020년 2월 3일 ~ 현재    |
| 유쿠   | - 본명 : 아마누마 유쿠 - 생년월일 : 2002년 5월 12일(23세) - 출생지 : 일본 - 활동기간 : 2020년 2월 3일 ~ 현재 |
| 해리준 | - 본명 : 한해리준 - 생년월일 : 2004년 1월 1일(21세) - 출생지 : 대한민국 - 활동기간 : 2020년 2월 3일 ~ 현재   |

### 이전 구성원
| 이름 | 소개 |
| ---- | --- |
| 테오 | - 본명 : 장성식 - 생년월일 : 1997년 10월 22일(27세) - 출생지 : 대한민국 - 활동기간 : 2020년 2월 3일 ~ 2023년 11월 6일 |

## 음반

### 정규
- 2021년 3월 30일 《The dice is cast》

### EP
- 2020년 2월 3일 《Youth》
- 2020년 5월 25일 《LOVE》
- 2020년 10월 26일 《GROWTH》
- 2022년 4월 28일 《REBEL》
- 2022년 8월 25일 《Autumn》
- 2023년 6월 14일 《I Need Love》
- 2023년 11월 30일 《HIP》

### 리패키지
- 2023년 8월 14일 《We Love You》

### 싱글
- 2021년 10월 28일 《Roller coaster》

## 수상 목록

### 시상식
- 2020년 제4회 소리바다 베스트 케이뮤직 어워즈 신한류 넥스트 아티스트상
- 2021년 제6회 아시아 아티스트 어워즈 포커스상